# 東郷実昉
東郷 実昉（とうごう さねはる）は江戸時代中期の薩摩藩城下士。東郷位照の嫡子で東郷実満の孫。剣術示現流五代目。
「三州御治世要覧　巻37」によると久保之英や大山後角右衛門、山本権兵衛の親族である山本五郎左衛門、奈良原喜左衛門の先祖である奈良原助左衛門と同じ4番与小番に所属していた。演武館初代剣術師範の一人でもある。

## 生涯
正徳4年頃、4歳のときに父位照と別居し、母とともに母の実家にいき、そこで育つ。享保8年（1723年）に父東郷位照の廃嫡後、父に代わり、実満の嗣子となる。享保18年（1733年）、実満の死去に伴い家督を継承した。
寛保初期、薬丸兼慶、実昉や叔父実賢が成長したことを受け、家伝の剣術に打ち込むとして宗家代理の役目を降る。
延享年間、叔父の実勝が藩主島津宗信の恩赦により終身流刑地から戻る。宝暦3年（1753年）11月8日、藩主島津重年に示現流を上覧。明和2年（1765年）、藩主島津重豪に示現流を上覧。安永2年（1774年）、太刀流剣術家大山貞政らとともに武芸稽古所（のちの演武館）の剣術師範の一人に選ばれる。
安永4年（1775年）8月6日に隠居。

## 人物等
享保18年（1733年）、実満の死去に伴い家督を継承した。実昉は若年な上、母方で育ったこともあり、流儀に未熟であった。このため、薬丸兼慶（長左衛門、入道活慶）が隠居した島津吉貴の命を受け、お家流の示現流の指南を代行した。
実昉は薬丸兼慶、救仁郷伯水とともに稽古した。しかし実満からは初段の打しか伝えられなかった。東郷家の伝承が失われることを恐れた弟子達は、実満に伊集院俊方（実満三男）に相伝するように求めた。実満は不承不承従った。実昉は、俊方より残りの打を学んだという。とはいうものの技術は未熟であったため、叔父の実勝や門弟から軽んじられていたことが「示現流聞書喫緊禄附録系図」からうかがえる。実勝にいたっては、実昉を軽んじたことが吉貴の逆鱗に触れ、終身流刑になった程である。
祖父の死後、叔父実勝が、示現流内で実権を握っていた。このためか「抄名墓録」では東郷実満（同書では重治）のあとは、実昉の叔父実勝が継いで、実勝が示現流中興の祖の実乙の祖父とする誤りが掲載される始末である。
　
「示現流聞書喫緊禄附録系図」によれば父の位照が遠島から帰ってきたときに、父を東郷家に迎えたが、叔父の実勝も遠島から帰ってくると、父を追い出したという。叔父の東郷実勝が終身流刑地の沖永良部島から戻ると、道場は実勝に仕切られることになった。
「鹿児島県史料集 旧期雑録後編6」の資料によると、稽古所の日割では1日目の指導者となっている。

## 著作
執筆年は不詳だが、著作「打の説明」がある。鹿児島県立図書館に複写がある。